# Ван Чжицзюн
Ван Чжицзюн (кит. 王之炅; род. 18 августа 1983, Шанхай) — китайская скрипачка.
Обучалась игре на скрипке с трёх лет, окончила Шанхайскую консерваторию (педагог Ю Лина), в настоящее время совершенствует своё мастерство в Берлинской Высшей школе музыки имени Эйслера под руководством Коли Блахера. В 1998 г. выиграла в Китае национальный конкурс скрипачей, став самой юной победительницей в истории состязания. В 2003 г. выиграла Международный конкурс скрипачей имени Родольфо Липицера; лауреат третьей премии Международного конкурса имени Сибелиуса (2000) и шестой премии Международного конкурса имени Чайковского (2007) — впрочем, выступление Ван Чжицзюн в финальной части последнего вызвало ироническое замечание критика: «была технически безупречна и пунктуальна в Чайковском. Она так умело брала пиано и пианиссимо, что был слышен не то чтобы полёт мухи, но храп мирно спавшего в партере слушателя».